# Campeonato Mundial de Ciclismo en Ruta de 1948
Los Campeonatos del mundo de ciclismo en ruta de 1948 se celebró en la localidad holandesa de Valkenburg el 22 de agosto de 1948. 

## Resultados
| Evento                     | Oro                     | Oro        | Plata                  | Plata    | Bronce                   | Bronce   |
| -------------------------- | ----------------------- | ---------- | ---------------------- | -------- | ------------------------ | -------- |
| Pruebas masculinas         |                         |            |                        |          |                          |          |
| Hombres - carrera en línea | Briek Schotte · Bélgica | 7h 28' 17" | Apo Lazaridès Francia  | + 1"     | Lucien Teisseire Francia | + 3' 41" |
| Amateur - carrera en línea | Harry Snell · Suecia    | 5h 16' 22" | Lievin Lerno · Bélgica | + 1' 48" | Olle Wänlund · Suecia    | m.t.     |